# Vanče Šikov
Vanče Šikov, né le 19 juillet 1985 à Kavadarci, est un footballeur international macédonien.

## Biographie
Sikov commence son football professionnel en 2002 avec le Tikveš Kavadarci puis en 2003, il rejoint le Skoda Xanthi jusqu'en 2006. Cette année-là, il signe aux FK Pobeda Prilep puis en 2007, il joue avec le AO Kerkyra puis le Apollon Kalamarias.
En 2008, il commence à jouer en Chypre pour le Ethnikos Achna.

## Palmarès
- FK Pobeda Prilep
  - Vainqueur du Championnat de Macédoine en 2007.